# Vieux Dongola
Le Vieux Dongola (en ancien nubien Tungul, en grec Timikleos, en arabe Dunqulā al-ʿAjūz نقلا العجوز) est un site archéologique localisé sur la rive Est du Nil à l'opposé de l'oued Howar, dans ce qui est aujourd'hui l'État du Nord, au Soudan. Ville importante de la Nubie médiévale, et point de départ des caravanes vers le Darfour et le Kordofan, elle est capitale de la Makurie du IVe au XIVe siècle. Une équipe d'archéologues polonais fouille le site depuis 1964.
Le centre urbain actuel, la Dongola moderne, est situé à quelque 80 km en aval sur la rive opposée du Nil.

## Histoire

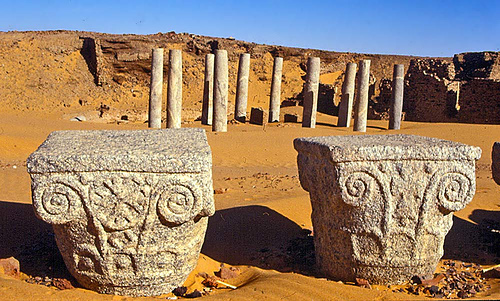
L'Église des Colonnes de Granite (chapiteaux décorés)

La ville de Vieux Dongola est fondée au Ve siècle, d'abord en tant que forteresse, mais une ville s'établit rapidement autour d'elle. Avec l'arrivée du christianisme au milieu du VIe siècle, la ville devient la capitale de Makurie et plusieurs églises y sont construites, dont le « Bâtiment X » et l'« église du Pavage de Pierre », d'après les noms donnés par les archéologues modernes. Ces deux structures ont été édifiées à 100 m de distance du centre-ville fortifié, indiquant qu'au temps de leur érection, la ville s'étendait déjà au-delà des murailles originelles de la forteresse. Le « Bâtiment X » a été rapidement remplacé par la « Vieille Église ».

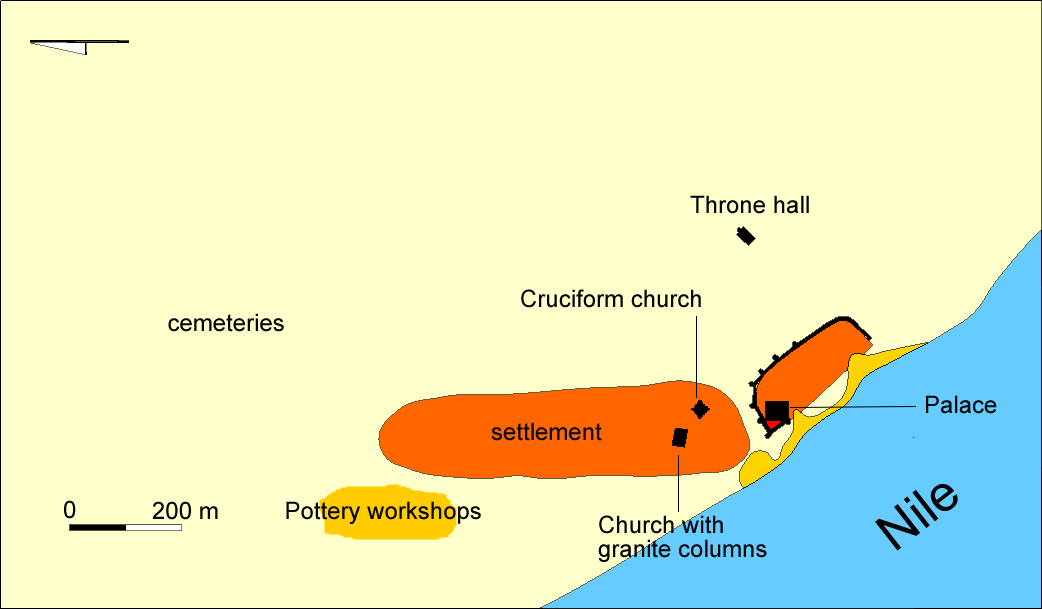
Plan de Vieux Dongola à l'époque médiévale.

Les deux églises principales sont détruites au milieu du VIIe siècle, puis reconstruites peu après. Les matériaux de construction de la « Vieille Église » ont alors servi à la réparation des murs de la cité. Les archéologues pensent qu'il s'agit là de preuves de la première (en) (642) puis de la deuxième (652) bataille de Dongola. Ornée de 16 colonnes de granite chacune coiffée d'un chapiteau de granite riche décoré, l'« Église des Colonnes de Granite » était peut-être la cathédrale de Vieux Dongola.

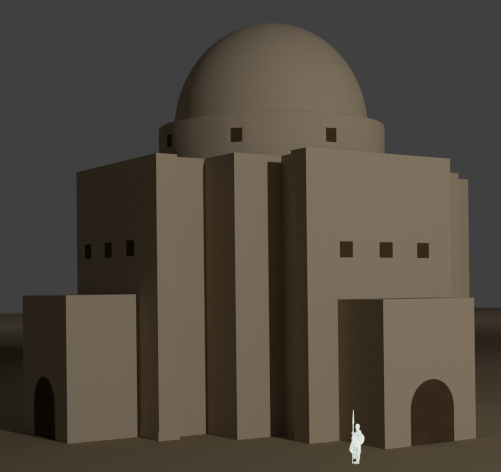
Reconstruction numérique de l'Église cruciforme.

Vieux Dongola atteint son apogée au Xe siècle. L'« église du Pavage de Pierre » est remplacée par l'« Église cruciforme » à cette époque. On trouve également en usage à l'époque d'autres églises, au moins deux palais et un monastère assez important au nord. Plusieurs maisons sont bien équipées et possèdent salles de bains et des peintures murales.
Le Libro del Conoscimiento, un récit de voyage compilé par un moine espagnol peu après 1348 mentionne l'établissement de marchands génois à Vieux Dongola, qu'ils auraient atteint à la suite du traité commercial de 1290 entre Gênes et l'Égypte.

### Salle du Trône

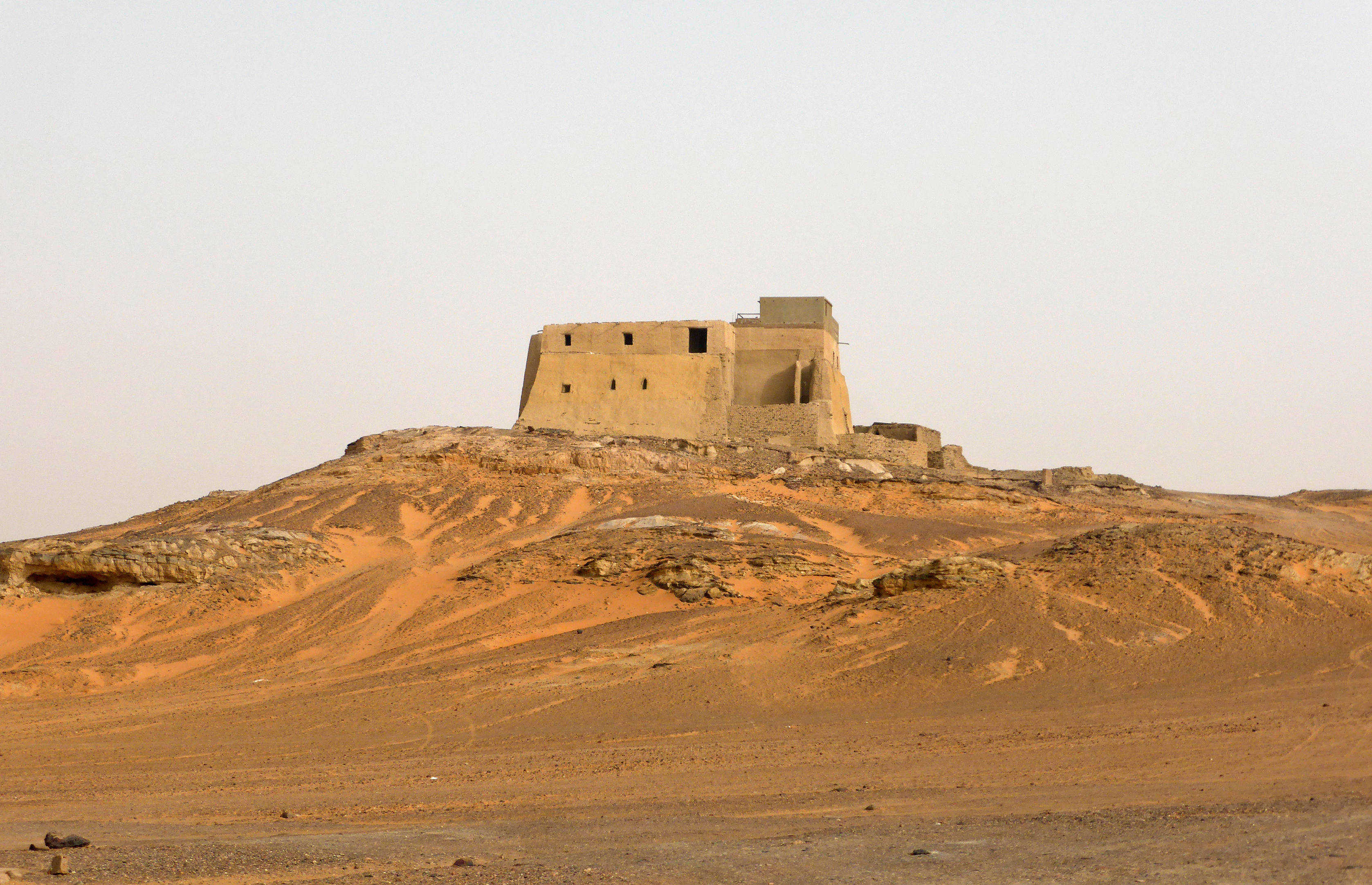
Bâtiment de la salle du Trône.

La « salle du Trône » est une structure massive de type défensive de 28 par 18 par 12 m située sur un éperon rocheux à l'est de la forteresse. Construite au IXe siècle, ce bâtiment abritait la salle du trône des rois de Makurie. En 1317, elle est transformée en mosquée ; cet évènement est consigné dans une stèle érigée par Sayf al-Din Abdullah Barshambu. La salle du trône cérémonielle du rez-de-chaussée est alors transformée en salle de prière. La mosquée reste utilisée jusqu'en 1969, puis le bâtiment est converti en monument historique.

### Cathédrale
En 2021, les archéologues du Centre polonais d'archéologie méditerranéenne, dirigés par le professeur Artur Obluski découvrent, au centre de la ville,  les ruines d'une église qui est probablement le plus grand édifice chrétien de la Nubie médiévale. L'abside a un diamètre de 6 m et l'église atteint une largeur de 26 m. Les sondages effectués montrent que l'édifice mesurerait 9 m de haut et que ses murs, probablement couverts de peintures, seraient bien préservés. Compte tenu de sa taille les archéologues estiment qu'il s'agirait d'une cathédrale. Les fouilles doivent se poursuivre en 2022.

### Déclin

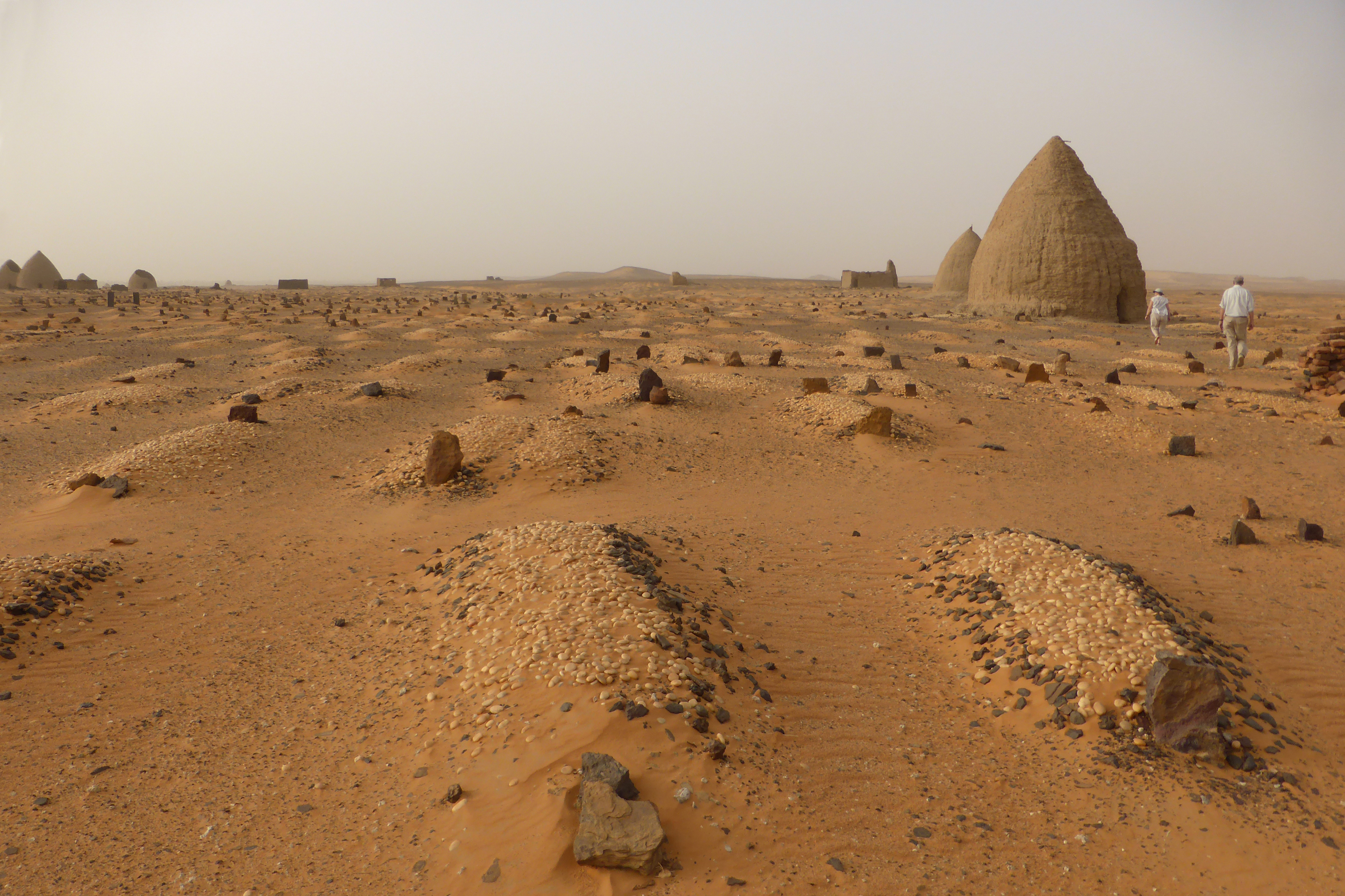
Cimetière islamique avec des qubbas

La ville décline cependant entre les XIIIe et XIVe siècles. Elle est attaquée plusieurs fois par les Arabes. Une inscription datée de 1317 constitue la trace d'une expédition militaire envoyée par le sultan d'Égypte pour placer son protégé Abdullah, peut être un Nubien musulman, sur le trône. Sous le sultanat Funj, Vieux Dongola devient la capitale des provinces du Nord. L'explorateur français Charles-Jacques Poncet visite la ville en 1699, et la décrit dans ses mémoires comme localisée sur les versants d'une colline sablonneuse.

### Cimetière islamique
Un grand cimetière islamique avec de nombreuses qubbas, érigé au XVIIe siècle, témoigne de l'importance de Dongola même après les temps médiévaux.